# Jackson 5: The Ultimate Collection
The Ultimate Collection – kompilacja The Jackson 5 wydana 15 sierpnia 1995 roku.

## Lista utworów
Gwiazdką oznaczono solowe utwory Michaela Jacksona

### The Ultimate Collection
1. "I Want You Back"
2. "ABC"
3. "The Love You Save"
4. "I’ll Be There"
5. "It’s Your Thing"
6. "Who’s Lovin’ You"
7. "Mama’s Pearl"
8. "Never Can Say Goodbye"
9. "Maybe Tomorrow"
10. "Got to Be There"*
11. "Sugar Daddy"
12. "Rockin’ Robin"*
13. "Daddy’s Home"
14. "Lookin’ Through the Windows"
15. "I Wanna Be Where You Are"*
16. "Get It Together"
17. "Dancing Machine"
18. "The Life of the Party"
19. "I Am Love"
20. "Just a Little Bit of You"*
21. "It’s Your Thing (The J5 in ’95 Extended Remix)"

### The Very Best of Michael Jackson with the Jackson Five
1. "I Want You Back"
2. "ABC"
3. "The Love You Save"
4. "I’ll Be There"
5. "Mama’s Pearl"
6. "Never Can Say Goodbye"
7. "Got to Be There"*
8. "Rockin’ Robin"*
9. "Ain’t No Sunshine"*
10. "Lookin’ Through the Windows"
11. "Ben"*
12. "Doctor My Eyes"
13. "Hallelujah Day"
14. "Skywriter"
15. "Happy"*
16. "We’re Almost There"*
17. "One Day in Your Life"*
18. "Girl You’re So Together"*
19. "Farewell My Summer Love"*
20. "I Want You Back (PWL ’88 Remix)"
21. "It’s Your Thing (The J5 in ’95 House Remix)"